# پدرو چیری‌ولا
پدرو چیری‌ولا (انگلیسی: Pedro Chirivella؛ زادهٔ ۲۳ مهٔ ۱۹۹۷) یک بازیکن فوتبال اهل اسپانیا است که در لیورپول  در پست هافبک دفاعی بازی می‌کند. وی به مدت زمان یک فصل سابقه حضور در باشگاه فوتبال والنسیا را نیز دارد.